# ファントム・レイ (航空機)
ファントム・レイ
ドライデン飛行研究センターのファントム・レイ（2011年）
- 用途：軍用無人航空機開発
- 設計者：ファントムワークス
- 製造者：ボーイング
- 初飛行：2011年4月27日[1]
- 生産数：1
- 運用状況：開発中

ファントム・レイ (英語: Phantom Ray) は、アメリカ合衆国のボーイングの開発部門ファントムワークスが開発した戦闘型無人航空機 (UCAV, unmanned combat air vehicle, uninhabited combat aerial vehicle) である。本機は偵察や、対地攻撃、自律空中給油任務を含むテスト飛行計画を実施するための、ほぼ戦闘機の大きさのデモンストレーション用航空機である。

## 設計と開発

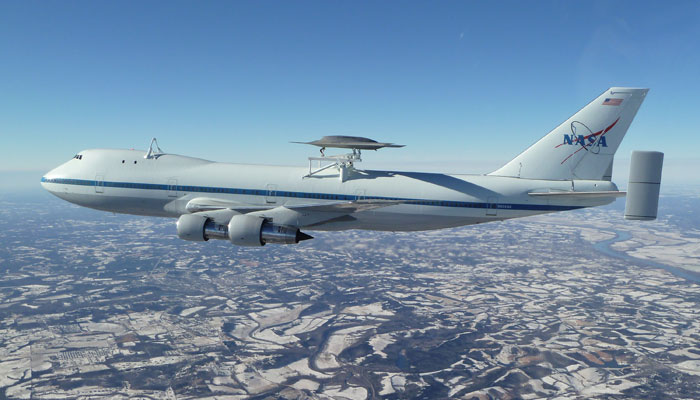
B747 (N905NA)に搭載されるファントム・レイ

「ファントム・レイ」プロジェクト (The Phantom Ray project) は、ボーイング社内では "Project Reblue" と呼ばれ、2007年中頃に最初に概念化され、2008年6月早々に開始された。このプロジェクトは、2009年5月まではごく一部の経営幹部や技術者達を除けば社内でも秘密にされていた。
ファントム・レイの開発はボーイング ファントムワークスによって、ボーイングが国防高等研究計画局 (DARPA, Defense Advanced Research Projects Agency)/米空軍/米海軍の共同計画であった"Joint-Unmanned Combat Air Systems"（J-UCAS、統合無人戦闘航空システム）のために独自に開発していたX-45Cの試作機を基本に行われた。しかし、ファントム・レイは特定の計画や競争を狙ったものではなかった。
ファントム・レイは2010年5月10日にセントルイスで公開された。2010年11月末にミズーリ州セントルイスで低速タクシー試験が実施された。実演機は6ヶ月間にわたって、情報収集や監視、偵察、敵の防空の抑制といった支援作戦や、電子攻撃 (electronic attack)、掃討戦闘、そして自律空中給油などの10の試験飛行を行った。ボーイングは、ファントム・レイが試作機の最初のシリーズになると期待していた。ファントム・レイの初飛行は2010年12月にNASAのドライデン飛行研究センターより行われると予定されていたが、その予定は2011年初頭に延期された。
機体は試験飛行の間の2010年12月13日にB-747シャトル輸送機 (N905NA) によってセントルイスからドライデン飛行研究センターへ輸送された。
2011年4月27日、ファントム・レイはカリフォルニア州エドワーズ空軍基地において初飛行を行い、高度7,500フィート (2,300 m) まで飛行し、速度は178ノット (330 km/h)に達し、合計17分間の飛行を行った。

## 諸元・性能
"*"印の数値はX-45のものである。
出典:  Boeing backgrounder, Airforce Technology X-45, Boeing X-45 page
諸元
- 乗員: なし (UCAV)
- 全長: 11 m （36 フィート）
- 全高:
- 翼幅: 15 m（50 フィート）
- 最大離陸重量: 16,556 kg （36,500 ポンド）
- 動力: ゼネラル・エレクトリック F404-GE-102D ターボファンエンジン、   × 1

性能
- 最大速度: 1,040km  0.85 マッハ
- 巡航速度: 988 km/h （614 マイル/時 （534 ノット）） 0.8 マッハ
- 航続距離: 2,414 km* （1,500 マイル （1,303 海里） *）
- 実用上昇限度: 12,192 m * （40,000 フィート *）